# Jigger

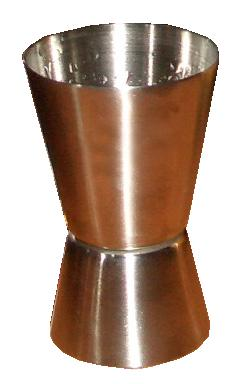
Un jigger.

Il jigger [ ˈdʒɪɡə ] è un misurino per cocktail utilizzato negli Stati Uniti come dose standard di servizio nella preparazione dei cocktail. Un jigger equivale a 1,5 once liquide ovvero a circa 44 ml. Generalmente è realizzato in acciaio inox. Ne esistono in svariate misure sempre doppie dato che, quasi sempre i jigger hanno una forma a doppio imbuto, quindi troveremo jigger da 1/2 - 1 oz ,3/4 - 1.1/2 oz ,1 - 2 oz.

## Storia
Il termine jigger nel senso di una piccola tazza o misura di liquori o vino ha origine negli Stati Uniti all'inizio del XIX secolo. Molti riferimenti del 1800 descrivono il "boss jigger" che forniva jiggers di whisky ai lavoratori immigrati irlandesi che stavano scavando canali nel nordest degli Stati Uniti.
Lo stile di jigger a doppia estremità comune oggi, realizzato in acciaio inossidabile con due coni opposti di dimensioni disuguali a forma di clessidra, è stato brevettato nel 1893 da Cornelius Dungan di Chicago. In genere, un cono misura un colpo singolo regolamentare e l'altro una frazione o un multiplo, con le dimensioni effettive che dipendono dalle leggi e dalle consuetudini locali.
Una misura jigger contemporanea negli Stati Uniti di solito contiene 1,5 once liquide statunitensi (44 ml), mentre i jigger utilizzati nel Regno Unito sono in genere 25 ml o talvolta 35 ml. I jigger possono contenere anche altre quantità e rapporti e possono variare a seconda della regione e della data di produzione. Molti jigger possono anche avere segni frazionari all'interno della ciotola, per facilitare piccole misure di liquido.

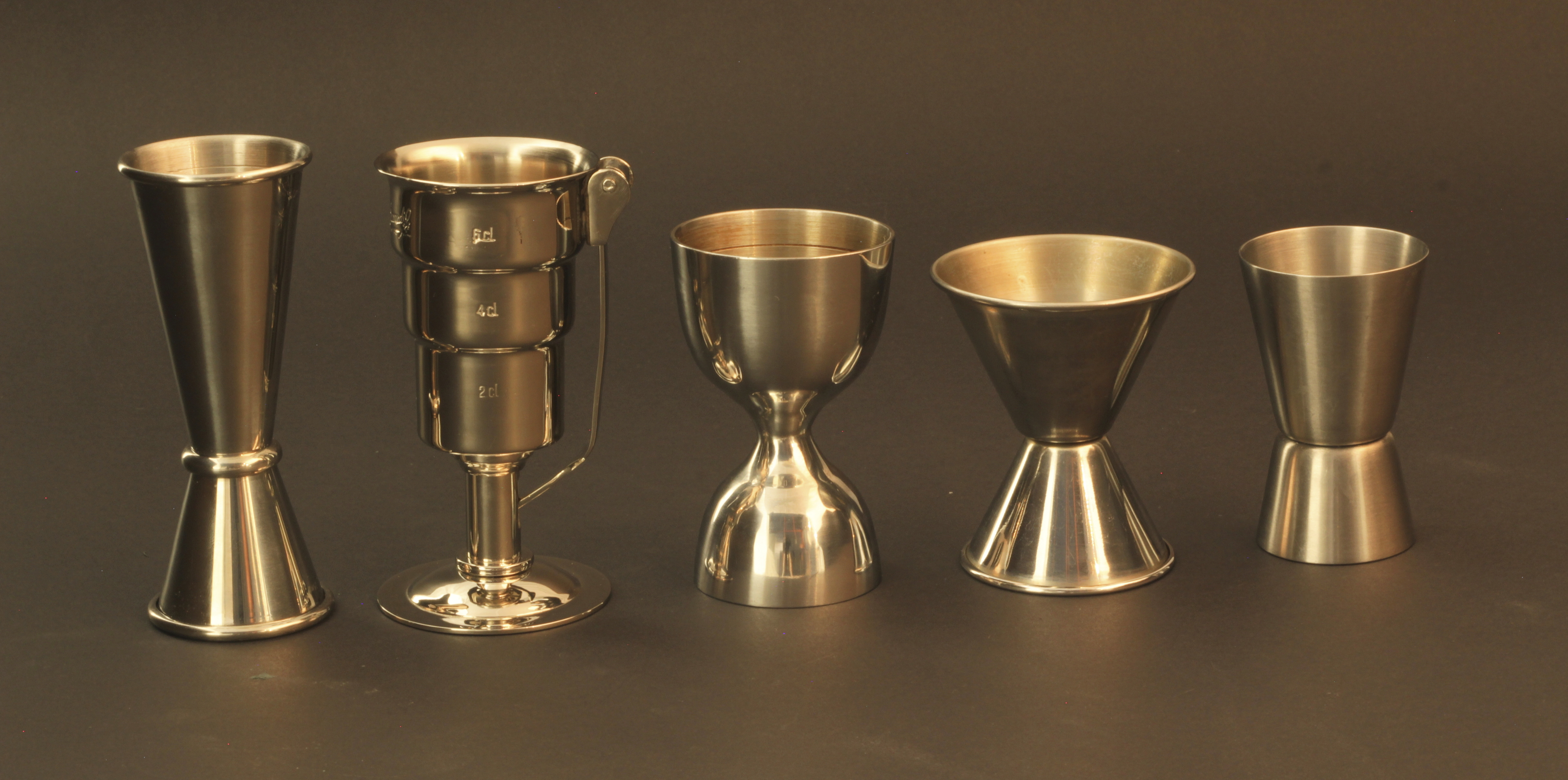
Varie dimensioni di jigger

Negli Stati Uniti fino al proibizionismo, un jigger era comunemente noto per essere circa mezza branchia o 2 once liquide statunitensi (59 ml), ma a partire dalla fine del 20º secolo, è generalmente interpretato come 1,5 once liquide statunitensi (44 ml).